# Martin Dejdar

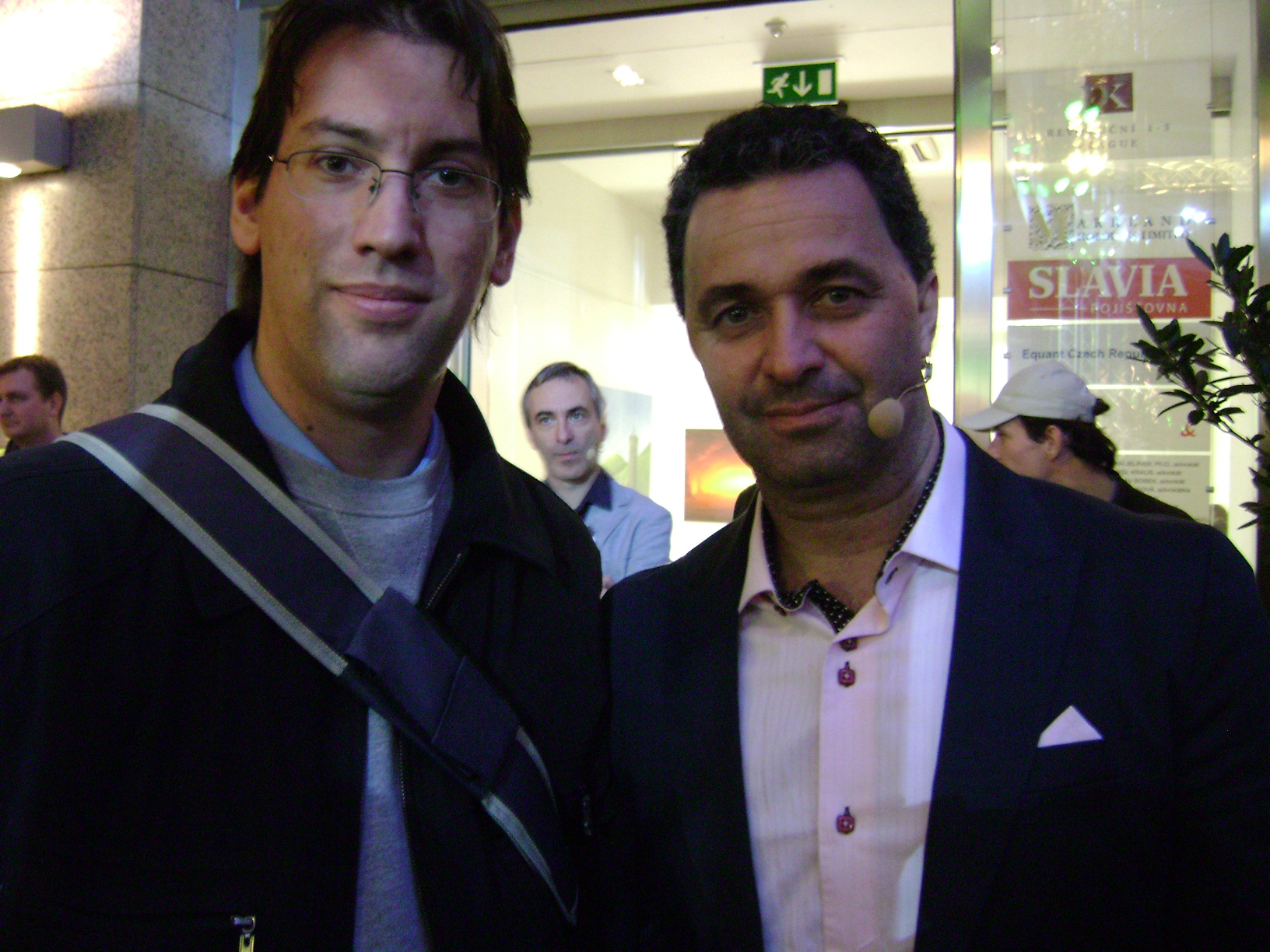
Martin Dejdar (2010)

Martin Dejdar (n. 1 martie 1965) este un actor și comediant ceh. Vocea lui e cea a lui Bart Simpson în dublarea serialului Familia Simpson în limba cehă.